# فلوريان كريبس
فلوريان كريبس هو لاعب كرة قدم ألماني محترف، من مواليد 4 فبراير 1999، يلعب لنادي هونكا الفنلندي.

## روابط خارجية
فلوريان كريبس على موقع عالم كرة القدم.نت (الإنجليزية)